# 南舞岡
南舞岡（みなみまいおか）は、神奈川県横浜市戸塚区にある町名。現行行政地名は南舞岡一丁目から南舞岡四丁目。住居表示実施済み区域。

## 地理
戸塚区の中央東端部にあり、西は舞岡町に接し、東は港南区日限山と接している。地区内のほぼ全域が昭和40年台に東京・横浜方面のベッドタウンとして造成された一戸建ての住宅街（京急ニュータウン）となっている。用途地域としては第一種低層住居専用地域が地域内の大部分を占め、一部に第二種中高層住居専用地域及び市街化調整区域が設定されている。造成前は舞岡川とその支流が形成した北に開けた2つの谷戸と尾根となっていたが、宅地造成により地域中央の谷戸が埋め立てられ丘陵地となった。東南側の尾根が港南区との境界となっている。
地区内には住区基幹公園と学校周辺に緑地がある程度だが、舞岡町の生産緑地や舞岡公園が隣接する。
横浜市内でも最も高齢化率の高い地域の一つとされる。

### 面積
面積は以下の通りである。
| 丁目         | 面積（km²） |
| ------------ | ----------- |
| 南舞岡一丁目 | 0.151       |
| 南舞岡二丁目 | 0.082       |
| 南舞岡三丁目 | 0.163       |
| 南舞岡四丁目 | 0.157       |
| 計           | 0.553       |

### 地価
住宅地の地価は、2025年（令和7年）1月1日の公示地価によれば、南舞岡3-29-5の地点で18万5000円/m²となっている。

## 歴史

### 沿革
- 1980年（昭和55年）11月10日 - 舞岡町、港南区上永谷町の各一部を編入し、南舞岡一丁目から南舞岡四丁目を新設設置、併せて住居表示実施[8]。

### 町名の変遷
| 実施後       | 実施年月日                 | 実施前（各町名ともその一部）   |
| ------------ | -------------------------- | ------------------------------ |
| 南舞岡一丁目 | 1980年（昭和55年）11月10日 | 舞岡町、港南区上永谷町の各一部 |
| 南舞岡二丁目 | 1980年（昭和55年）11月10日 | 舞岡町、港南区上永谷町の各一部 |
| 南舞岡三丁目 | 1980年（昭和55年）11月10日 | 舞岡町の一部                   |
| 南舞岡四丁目 | 1980年（昭和55年）11月10日 | 舞岡町、港南区上永谷町の各一部 |

## 世帯数と人口
2025年（令和7年）6月30日現在（横浜市発表）の世帯数と人口は以下の通りである。
| 丁目         | 世帯数    | 人口    |
| ------------ | --------- | ------- |
| 南舞岡一丁目 | 681世帯   | 1,486人 |
| 南舞岡二丁目 | 409世帯   | 880人   |
| 南舞岡三丁目 | 617世帯   | 1,259人 |
| 南舞岡四丁目 | 767世帯   | 1,614人 |
| 計           | 2,474世帯 | 5,239人 |

### 人口の変遷
国勢調査による人口の推移。
| 年                 | 人口  |
| ------------------ | ----- |
| 1995年（平成7年）  | 6,510 |
| 2000年（平成12年） | 6,076 |
| 2005年（平成17年） | 5,782 |
| 2010年（平成22年） | 5,771 |
| 2015年（平成27年） | 5,454 |
| 2020年（令和2年）  | 5,339 |

### 世帯数の変遷
国勢調査による世帯数の推移。
| 年                 | 世帯数 |
| ------------------ | ------ |
| 1995年（平成7年）  | 2,136  |
| 2000年（平成12年） | 2,132  |
| 2005年（平成17年） | 2,171  |
| 2010年（平成22年） | 2,246  |
| 2015年（平成27年） | 2,217  |
| 2020年（令和2年）  | 2,279  |

## 学区
市立小・中学校に通う場合、学区は以下の通りとなる（2024年11月時点）。
| 丁目         | 番地 | 小学校               | 中学校               |
| ------------ | ---- | -------------------- | -------------------- |
| 南舞岡一丁目 | 全域 | 横浜市立南舞岡小学校 | 横浜市立日限山中学校 |
| 南舞岡二丁目 | 全域 | 横浜市立南舞岡小学校 | 横浜市立日限山中学校 |
| 南舞岡三丁目 | 全域 | 横浜市立南舞岡小学校 | 横浜市立日限山中学校 |
| 南舞岡四丁目 | 全域 | 横浜市立南舞岡小学校 | 横浜市立日限山中学校 |

## 事業所
2021年（令和3年）現在の経済センサス調査による事業所数と従業員数は以下の通りである。
| 丁目         | 事業所数 | 従業員数 |
| ------------ | -------- | -------- |
| 南舞岡一丁目 | 15事業所 | 132人    |
| 南舞岡二丁目 | 11事業所 | 71人     |
| 南舞岡三丁目 | 19事業所 | 199人    |
| 南舞岡四丁目 | 13事業所 | 104人    |
| 計           | 58事業所 | 506人    |

### 事業者数の変遷
経済センサスによる事業所数の推移。
| 年                 | 事業者数 |
| ------------------ | -------- |
| 2016年（平成28年） | 72       |
| 2021年（令和3年）  | 58       |

### 従業員数の変遷
経済センサスによる従業員数の推移。
| 年                 | 従業員数 |
| ------------------ | -------- |
| 2016年（平成28年） | 421      |
| 2021年（令和3年）  | 506      |

## 主な施設
- 横浜市立南舞岡小学校
- 神奈川県立舞岡高等学校
- 十慈堂病院

## 交通
地域内に鉄道駅はない。最寄り駅として徒歩圏内に横浜市営地下鉄の舞岡駅及び下永谷駅があり、戸塚駅まで地区内を循環する経路で江ノ電バスが運行されている。

## その他

### 日本郵便
- 郵便番号 : 244-0814[3]（集配局：戸塚郵便局[18]）

### 警察
町内の警察の管轄区域は以下の通りである。
| 町名         | 街区 | 警察署     | 交番     |
| ------------ | ---- | ---------- | -------- |
| 南舞岡一丁目 | 全域 | 戸塚警察署 | 舞岡交番 |
| 南舞岡二丁目 | 全域 | 戸塚警察署 | 舞岡交番 |
| 南舞岡三丁目 | 全域 | 戸塚警察署 | 舞岡交番 |
| 南舞岡四丁目 | 全域 | 戸塚警察署 | 舞岡交番 |